# ウルトラマンメビウス外伝 ゴーストリバース
『ウルトラマンメビウス外伝 ゴーストリバース』（ウルトラマンメビウスがいでん ゴーストリバース）は2009年11月25日、12月22日に発売されたオリジナルビデオ作品。および、雑誌展開作品。
ここでは雑誌展開版についても記述する。

## オリジナルビデオ版
『ウルトラマンメビウス』の外伝作品第3弾。前作『ウルトラマンメビウス外伝 アーマードダークネス』同様、雑誌展開版と内容が連動している。2009年に公開された映画『大怪獣バトル ウルトラ銀河伝説 THE MOVIE』の前日談ともなっている。
物語はウルトラマンメビウスとメカザムの関係を軸としており、「戦いの辛さ」を描くことで『ウルトラ銀河伝説』との差別化を図っている。本作品でのメビウスはテレビシリーズを踏まえた戦士としての成長過程に加え、行動力のあるキャラクターとして演出されている。また『ウルトラ銀河伝説』では活躍の少ないウルトラマンAとウルトラマンタロウもフィーチャーされている。ウルトラマンジャックの活躍も予定されていたが冒頭のみの登場となり、本作品用に造形されていたウルトラランスのプロップは『ウルトラ銀河伝説』へ流用された。
撮影は『ウルトラ銀河伝説』と同様に全編グリーンバックで行われ、ワイヤーアクションも多用している。監督の横山誠は、ウルトラマンのスーツの銀色の部分にグリーンが映り込んでしまい苦労した旨を証言している。制作は『ウルトラ銀河伝説』よりも本作品の方が先行しており、両作品でVFXプロデューサーを務める桑原崇は結果的に本作品がパイロット版となり、『ウルトラ銀河伝説』にノウハウが活かされたことを述べている。
監督の横山は、『ウルトラ銀河伝説』監督の坂本浩一と長年パワーレンジャーシリーズでともに活動しており、本作品でも両者の間でアイデアの共有やすり合わせが行われた。怪獣墓場の炎の谷は本作品のみに登場する予定であったが、坂本の提案により『ウルトラ銀河伝説』でも使用された。
映像ソフトはDVD全2巻が発売されたほか、2012年12月21日に発売された『ウルトラマンメビウス TV&OV COMPLETE DVD-BOX』にも収録されている。

### あらすじ（オリジナルビデオ版）
ウルトラ兄弟はウルトラマンヒカリからのウルトラサインで怪獣墓場の異変を察知するが、復活した暗黒四天王（G）にウルトラマンエースとウルトラマンタロウが捕らえられる。炎の谷に封印された伝説のアイテム・ギガバトルナイザーを入手することでエンペラ星人の復活を目論む四天王は、捕らえた仲間を返す代わりにギガバトルナイザーの入手をウルトラマンメビウスに命じる。メビウスはその要求を受け入れ、出会ったメカザムとともに炎の谷へ向かう。

### 声の出演
- ウルトラマンメビウス - 五十嵐隼士
- ウルトラマンヒカリ - 難波圭一
- ウルトラマン - 黒部進
- ウルトラセブン - 森次晃嗣
- ウルトラマンジャック - 団時朗
- ウルトラマンエース - 草尾毅
- ウルトラマンタロウ - 石丸博也
- ゾフィー、ナレーション - 田中秀幸
- アーマードメフィラス - 加藤精三
- デスレム - 郷里大輔
- グローザム - 江川央生
- メビウスキラー - 田中亮一
- メカザム - 堀秀行

### スタッフ
- 製作・監修 - 大岡新一
- 製作統括 - 岡部淳也
- プロデューサー - 渋谷浩康、仲吉治人
- 制作プロデューサー - 小山信行、岡川晃基
- VFXプロデューサー - 桑原崇
- VFXアートディレクター - 武富聖
- 画コンテ - 酉澤安施
- 音楽 - 上田靖博
- 脚本 - 小林雄次
- アクション監督 - 野口彰宏
- 監督 - 横山誠
- 企画協力 - 中部日本放送、電通
- 製作 - 円谷プロダクション、バンダイビジュアル

### 主題歌
「ウルトラマンメビウス」
作詞 - 松井五郎 / 作曲 - 鈴木キサブロー / 編曲 - 小西貴雄 /歌 - voyager

### 作品リスト
各怪獣の詳細はリンク先参照。
| 話数     | タイトル   | 登場怪獣・宇宙人 | ゲスト ウルトラマン                                                                                                | 発売日             |
| -------- | ---------- | --- | --- | ------------------ |
| STAGE I  | 暗黒の墓場 | メカザム アーマードメフィラス（G） デスレム（G） グローザム（G） メビウスキラー（G） インペライザー EXゼットン              | ウルトラマンヒカリ ウルトラマンタロウ ウルトラマンエース ゾフィー ウルトラマン ウルトラセブン ウルトラマンジャック | 2009年11月25日発売 |
| STAGE II | 復活の皇帝 | メカザム ゴーストリバース アーマードメフィラス（G） デスレム（G） グローザム（G） メビウスキラー（G） EXゼットン ザラブ星人 | ウルトラマンヒカリ ウルトラマンタロウ ウルトラマンエース                                                           | 12月22日発売       |

## 雑誌展開版
講談社の『テレビマガジン』、小学館の『てれびくん』ともに2009年4月号から連載開始。『てれびくん』は例年通り、本誌グラビアページの連動で漫画も連載開始。今作も引き続き内山まもるが担当する。また、前2作に引き続き、読者投稿によるオリジナル怪獣コンテストが開催される。

### あらすじ（雑誌展開版）
死んだはずの怪獣たちが、怪獣墓場のウルトラゾーンから次々に蘇る。この異常事態を察知した光の国からウルトラ兄弟たちが出撃するが、復活した暗黒四天王が攻撃を仕掛けてくる。さらに謎の剣士メカザムも乱入し、ウルトラゾーンを舞台に大決戦が繰り広げられる。

## 登場ウルトラマン
※雑誌やメディアにより登場するウルトラマンは異なる。
- 凡例
  - ○=てれびくん版『ウルトラ兄弟VS暗黒大軍団』
  - ▲=テレビマガジン版
  - ◇=OV版

- ウルトラマンメビウス ○▲◇
- ウルトラマンヒカリ ○▲◇
- ウルトラマン ○◇
- ウルトラセブン ○◇
- ウルトラマンジャック ○◇
- ウルトラマンエース ○◇
- ウルトラマンタロウ ○▲◇
- ウルトラマンレオ ○▲
- アストラ ○
- ウルトラマン80 ○▲
- ゾフィー ○▲◇
- ウルトラの父 ○
- ウルトラの母 ○

## 登場怪獣・宇宙人
※ 本作品で初登場した怪獣を紹介する。他はウルトラ怪獣一覧の雑誌展開の項目を参照。

暗黒機靱 メカザム
強さだけを求めて宇宙をさすらうメカロボットの剣士。どことなくザムシャーに似た名前・容姿を持つが、繋がりは特に無い。武器は右腕に仕込まれた巨大剣ソードザンバーで、これで敵を斬り倒すザンバースラッシュやザンバーアタック、回転しながら敵を斬るザンバースピンクラッシュを必殺技とする。
その正体はエンペラ星人の復活装置の役割を持つ影武者メカ ゴーストリバースである。復活した暗黒四天王はギガバトルナイザーの力でエンペラ星人の怨念体をメカザムの体に定着させ、メカザムの肉体を変化させることでエンペラ星人を復活させようとしていた（このためなのかは不明だが、身長・体重がエンペラ星人と同じになっている）。普段は青い目をしているが、胸部の復活コアにギガバトルナイザーを挿入するとゴーストリバースとしての機能が覚醒して目が赤くなり、後頭部から髪の毛状のコード・覚醒モードコードが生えてくる。インペライザーと同型の再生装置を装備しており、多少の傷なら瞬時に再生する。
雑誌連載版ではウルトラ兄弟と暗黒四天王の戦いに突如乱入。強い者との戦いを求める性格ゆえに、ウルトラ兄弟と共に四天王やその配下の怪獣軍団と戦う。戦いが終わった後、新たな戦いを求めて密かに姿を消す。
OV版にてインペライザーと戦うメビウスと出会う。「孤独こそが己を磨き、強さこそが宇宙を制する」という信念を持つため、当初は自分の体を傷つけてまで仲間を助けようとするメビウスの姿勢を「甘すぎる」と指摘していたが、仲間のために湧き上がってくるメビウスの強さに興味を持ち、行動を共にする。炎の谷で危機を乗り越えるうちにメビウスの優しさや強さの秘密を理解し、メビウスとの間に友情が芽生えていく。だが、最後はアーマードメフィラスの手によってゴーストリバースとしての機能を覚醒させられる。メビウスたちと戦った後、ギガバトルナイザーを体内に押し込まれ、エンペラ星人への変化が始まってしまうが、そんな中でメビウスに自分のままで死なせてくれと訴え、そしてその訴えを聞き入れたメビウスのメビュームダイナマイトによって爆破させられた。爆破する直前にはメビウスに「お主に会えてよかった」と感謝の言葉を遺している。
このゴーストリバース事件によって解放されたギガバトルナイザーはその後も宇宙を漂っていたが、それをザラブ星人が手に入れたことで、後に『大怪獣バトル ウルトラ銀河伝説 THE MOVIE』での大事件が起きることとなる。
- デザインは後藤正行が担当。コンセプトはメカ化したザムシャーだが、実際にはかなり異なるデザインになっており、設定的にも特に関係はないという。初期案はエンペラ星人の形をした新型ロボット「インペライザーゴースト」であったが、ザムシャーのような剣士タイプのデザインをバンダイが提案したため、現在のデザインへ落ち着いた。
- キャラクター性はOV版監督の横山誠からの提案により「武士道」をテーマとしたものとなった。覚醒すると髪が伸びるという設定も横山の提案によるもので、性格の変化をビジュアル面でも表現することを意図している。
- ゲーム『スーパーヒーロージェネレーション』では「ゴーストリバース」名義で登場。川上晃二が声を担当した。
- その後、スーツは『ウルトラマンオーブ』の戀鬼（紅蓮騎）に改造された。

要塞ロボット ビームミサイルキング
てれびくん版「ウルトラ兄弟VS暗黒大軍団」、ウルトラマンフェスティバル2009ライブステージに登場。
ウルトラ兄弟を浮遊大陸ごと消し去ろうとするデスレムが送り込んだロボット怪獣。肩のショルダーミサイル、胸のメガランチャー、背中のジャイアントミサイルなど、名前の通り全身にミサイルやビーム砲が装備されている。大量のミサイルを発射してウルトラ兄弟を攻撃する。
- 元は『てれびくん』の『最強ロボット怪獣デザインコンテスト』最優秀賞受賞作品。太腿側面部には受賞作品を描いた子供の名前、背中にはイニシャルを入れている。

『ウルトラマンゼロ』に登場したビームミサイルキング
『てれびくん』雑誌展開に登場。
映像作品（DVD中）には登場せず、雑誌記事のみ登場。本作品ではテクターギアブラックが従えている。ゼロとセブンの最強必殺技コンビネーションゼロで、テクターギアブラックの鎧共々爆破された。
『セブンガーファイト』に登場したビームミサイルキング
『セブンガーファイト』第8話「恐怖の要塞ロボット」に登場。
スフラン島の凍結作戦を進める中央基地の砲台が謎の宇宙放射線を浴びたことによって怪獣化した姿。ミサイルやビーム砲を全身に装備している。基地の護衛についていたセブンガーと戦うが、体内の火薬に引火して、頭部から火を吹いたところにセブンガーの一撃が決まり、制御不能となって大爆発した。
- 本作品で映像作品に初めて登場した。『てれびくん』でやることから同誌で公募した怪獣を出すこととなった。

「ウルトラヒーローズ EXPO THE LIVE」に登場したパーフェクトビームミサイルキング
2019年11月2日から開催された「ウルトラヒーローズ EXPO THE LIVE」第1部「トライスクワッド」では両腕が強化されたパーフェクトビームミサイルキングが登場。

生体破壊メカ クラッシュライザー
テレビマガジン版、ウルトラマンフェスティバル2009ライブステージに登場。
ビームミサイルキングと同じく、デスレムに率いられる新型のロボット怪獣。三つの目から発射されるトライアングルビーム、巨大な爪での攻撃ライザークロー、両肩と背中にある砲門から放つクラッシュマキシマムキャノン（右肩からは冷凍ビーム、左肩からは火炎放射、背中からは電撃ビーム）でウルトラ兄弟を追い込んだ。
- 元は「テレビマガジン」の『最強ロボット怪獣デザインコンテスト』最優秀賞受賞作品。造形にあたってデザイン画のままでは成立しないため、太腿を細くするなどかなり手直しをしている。

『ウルトラマンゼロ』に登場したクラッシュライザー
『テレビマガジン』雑誌展開に登場。
映像作品（DVD中）には登場せず、雑誌記事のみ登場。テクターギアブラックに率いられて出現。ゼロとセブンの最強必殺技コンビネーションゼロで、テクターギアブラックの鎧共々爆破された。